# São Silvestre (Coimbra)
São Silvestre é uma localidade portuguesa sede da Freguesia de São Silvestre do Município de Coimbra, freguesia com 10,27 km² de área e 2794 habitantes (censo de 2021), tendo, por isso, uma densidade populacional de 272,1 hab./km².
Também conhecida por São Silvestre do Campo,  pertenceu ao concelho de Tentúgal, até à extinção deste, em 31 de Dezembro de 1853, passando para o (atual município) de Coimbra, desde então.

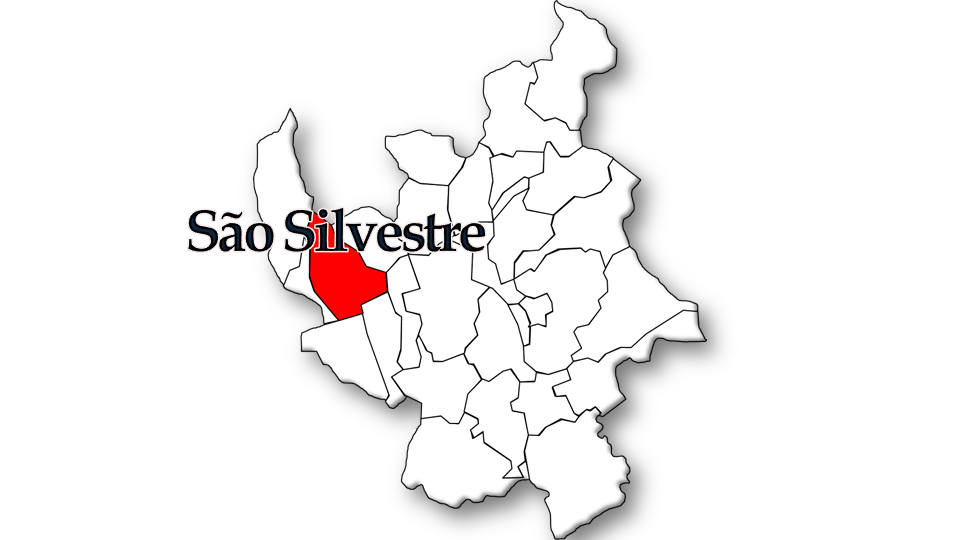
Localização no Município de Coimbra

## Património
- Mosteiro de São Marcos de Coimbra (atual Palácio de São Marcos), incluindo a igreja (Panteão dos Silvas), classificada como Monumento Nacional.
- Cruzeiro de São Marcos
- Capela de Nossa Senhora da Ajuda
- Casas setecentistas no lugar de Quimbres e dos Cabrais (com capela)
- Pelourinhos de São Marcos e da Cruz

## Demografia
A população registada nos censos foi:
| Distribuição da População por Grupos Etários | Distribuição da População por Grupos Etários | Distribuição da População por Grupos Etários | Distribuição da População por Grupos Etários | Distribuição da População por Grupos Etários |
| -------------------------------------------- | -------------------------------------------- | -------------------------------------------- | -------------------------------------------- | -------------------------------------------- |
| Ano                                          | 0-14 Anos                                    | 15-24 Anos                                   | 25-64 Anos                                   | > 65 Anos                                    |
| 2001                                         | 499                                          | 466                                          | 1732                                         | 395                                          |
| 2011                                         | 461                                          | 332                                          | 1790                                         | 539                                          |
| 2021                                         | 300                                          | 269                                          | 1505                                         | 720                                          |